# Sangirrupsvogel
De sangirrupsvogel (Edolisoma salvadorii) is een zangvogel uit de familie Campephagidae (rupsvogels). Eerder werd deze vogel beschouwd als een ondersoort van Müllers rupsvogel (E. morio). Deze vogel is genoemd naar de Italiaanse ornitholoog Tommaso Salvadori.

## Verspreiding en leefgebied
Deze vogel komt voor op eilanden in de Celebeszee tussen Sulawesi en de Filipijnen. Er zijn twee ondersoorten:
- E. s. salvadorii: de Sangihe-eilanden.
- E. s. talautense: de Talaudeilanden.

## Status
De sangirrupsvogel komt niet als aparte soort voor op de lijst van het IUCN, maar is daar een ondersoort van de Müllers rupsvogel (E. morio salvadorii/talautense).